# Abulghazi Bahadur-chan
Abulghazi Bahadur-chan (czagatajski ابوالغازی بهادرخان; ur. prawdopodobnie 24 marca 1603 w Ürgençu, zm. w marcu 1664 w Chiwie) – chan Chiwy w latach 1644 do 1663, znany przede wszystkim ze swoich dzieł historycznych w języku czagatajskim.

## Życiorys
Był synem Arab Muhammad-chana (1603-1623) i Mihr Banu, która tak samo jak jego ojciec pochodziła z rodu Szejbanidów. Arab Muhammad w 1619 przeniósł stolicę z Ürgençu (który stracił na znaczeniu wskutek zmiany biegu Amu Darii) do Chiwy i pozostawił Abulghaziego wraz z jego bratem Habaszem Sultanem jako współrządców miasta. Wkrótce Habasz Sultan, wraz z innym bratem, Ilbarsem, podnieśli bunt przeciwko ojcu, pojmali go i oślepili. Podczas tego wewnątrzdynastycznego konfliktu Abulghazi wraz ze swoim starszym bratem, Isfandijarem (1623-1642), pozostał wierny ojcu, i po jego porażce uciekł do Samarkandy. Tymczasem Isfandijarowi udało się uzyskać wsparcie ze strony szacha Abbasa (1587-1629) i pokonać swoich braci, przy czym po przejęciu władzy w chanacie uczynił on Abulghaziego namiestnikiem Ürgençu.
Władza Isfandijara opierała się na plemionach Turkmenów i zagrożeni Uzbecy zwrócili się o wsparcie do Abulghaziego, który w 1626 wzniecił nieudaną rebelię przeciwko bratu. Po swojej porażce przez krótki czas przebywał na dworze Iszim-chana (1598–1628) w Turkiestanie, by później połączyć siły z jego konkurentem rządzącym w Taszkencie, Tursunem (1614-1627). Po śmierci Tursuna udał się do Buchary, by jakiś czas później rozpocząć nową kampanię przeciwko bratu, który schwytał go i wygnał do Iranu. Początkowo Abulghazi znajdował się pod kuratelą namiestnika Abiwardu, szybko jednak został odesłany na dwór szacha Safiego (1629-1642), który właśnie wstąpił na tron. Przez następne dziesięć lat Abulghazi przebywał w Isfahanie "pod ochroną Safawidów oprócz tradycyjnych historii swojego ludu, które zabrał ze swojego domu, studiując również źródła perskie i arabskie".
Po ucieczce z Isfahanu dwa lata przebywał wśród Turkmenów zamieszkujących region Wielkiego Bałchanu, by później dołączyć do Turkmenów z Mangyszłaku i Kałmuków, z których wsparciem w 1642 powrócił do miejsca swojego urodzenia, Ürgençu. Pół roku później Isfandijar zmarł i w chanacie wybuchła wojna o sukcesję, tym razem wygrana przez Abulghaziego, który w 1644 został obrany chanem. W przeciwieństwie do swojego brata Abulghazi rządził dzięki poparciu Uzbeków i w trakcie pierwszych dziesięciu lat swojego panowania przedsięwziął pięć wypraw przeciwko Turkmenom, zmuszając do uznania swojego zwierzchnictwa szereg plemion pustyni Kara-kum i Mangyszłaku. W latach 1649 do 1657 poprowadził również trzy wyprawy przeciwko Kałmukom. Podczas przynajmniej czterech dużych wypraw przeciwko Bucharze nie udało mu się wprawdzie zająć miasta, ale dostarczyły one znacznych łupów jego uzbeckim zwolennikom. W trakcie swojego panowania Abulghaziemu udało się "zjednoczyć bądź wyeliminować konkurencyjne frakcje emirów lub książąt". Walcząc z Turkmenami, utrzymywał jednocześnie przyjazne stosunki z Iranem i Rosją. Niedługo przed śmiercią abdykował i przekazał władzę swojemu synowi, Anusza Muhammadowi (1663–1685), by móc skupić się na pisarstwie.

## Twórczość
Abulghazi znał arabski i perski, jednak swoje dzieła napisał w rodzimym czagatajskim. Były one napisane jasną, łatwo zrozumiałą prozą, co pozostawało w jaskrawym kontraście szczególnie do współczesnych mu perskich autorów, i poza swoimi walorami historiograficznymi stanowią one również ważny pomnik języka czagatajskiego. Pierwsze z nich, Szedżere-je Terakim, jest w założeniu genealogią Turkmenów, wywiedzioną głównie z Dżame at-Tawarich Raszidoddina i Oghuz-name (ustnych tradycji zawartych w Księdze Dede Korkuta), jak również legend i opowieści Turkmenów. Szedżere-je Terakim zostało ukończone przez Abulghaziego w 1659 i jak dotąd odnaleziono jedynie kilka jego rękopiśmiennych kopii. Rosyjskie tłumaczenie autorstwa Aleksandra Tumańskiego ukazało się w 1892 w Aszchabadzie.
Za ważniejszą niż Szedżere-je Terakim jest uznawana druga książka Abulghaziego, Szadżarat al-Atrak, której pisanie rozpoczął po swojej abdykacji. Jest to genealogia i historia odłamu Szejbanidów rządzącego w Chorezmie (Arabszahidów), przy czym jako główny powód rozpoczęcia pracy nad tym dziełem autor podaje fakt braku pisanej historii władców ze swojego rodu, w przeciwieństwie do innych gałęzi Czyngisydów. Według jego własnych słów: "Na początku planowałem zlecić komuś innemu zadanie napisania tej historii, ale nie mogłem znaleźć nikogo kto byłby w stanie to zrobić. To dlatego postanowiłem zrobić to samemu". Abulghazi nie zdołał ukończyć Szadżarat al-Atrak przed swoją śmiercią i powierzył jego dokończenie swojemu synowi, Anusza Muhammadowi. Ten zlecił to zadanie Mahmudowi bin Mir-Zaman Ürgençowi, który ukończył dzieło w 1665.
Szadżarat al-Atrak jest podzielona na dziewięć rozdziałów. Pierwszy traktuje o okresie od Adama do pojawienia się Mongołów, zaś kolejne siedem opowiada historię rządów Czyngis-chana oraz jego potomków w Iranie oraz Złotej Ordzie i jej państwach sukcesyjnych. Rozdział dziewiąty, który stanowi rdzeń całego dzieła, jest w całości poświęcony historii Szejbanidów. Pierwsze osiem rozdziałów opiera się na takich źródłach jak Dżame at-Tawarich, Zafarname Jazdiego, jak również dzisiaj zaginionej Czyngis-name, ale jedynym źródłem dla rozdziału dziewiątego była pamięć autora, czyli oprócz jego własnych wspomnień tradycja ustna Chorezmu. Jeśli chodzi o dzieje wcześniejszych Czyngisydów relacja Abulghaziego jest często niewiarygodna, jednak jako jedyne znane dzieło historiograficzne napisane w XVII-wiecznym Chorezmie jego książka pozostaje jednym z najważniejszych źródeł dla historii Szejbanidów po 1450. Szadżarat al-Atrak stanowi także główne źródło dla biografii samego Abulghaziego.
Szadżarat al-Atrak już w 1726, niecałe 61 lat po jej ukończeniu, została opublikowana w Europie, co było faktem zupełnie wyjątkowym w przypadku środkowoazjatyckiej kroniki. Do jej pierwszego tłumaczenia doszło dzięki wysiłkom Philipa Johana von Strahlenberga, szwedzkiego oficera pojmanego w bitwie pod Połtawą. Zlecił on zadanie przełożenia Szadżarat al-Atrak na niemiecki swoim dwóm szwedzkim kolegom i miejscowemu Tatarowi, którzy dokonali tego gdzieś w okolicach Tobolska w latach 1713-1717. Strahlenberg spędził następnie ponad dekadę na poprawianiu tego przekładu i chociaż nigdy nie został on wydany, to jego odpis w jakiś sposób trafił w ręce anonimowego tłumacza, który na podstawie tej niemieckiej wersji sporządził francuskie tłumaczenie wydane w Lejdzie w 1726 pod tytułem Histoire genéalogique des Tatars traduite du manuscript tartare d’Abulgasi Bayadur Chan. Książka natychmiast stała się sensacją i w XVIII wieku była cytowana przez takich intelektualistów jak Edward Gibbon, Voltaire i Monteskiusz. O tym jak wielkie było zainteresowanie ówczesnej europejskiej publiczności, która nie miało dostępu do innych źródeł opowiadających niedawną historię Azji Środkowej, świadczy również fakt szybkiego powstania kolejnych przekładów. Do 1825 Szadżarat al-Atrak otrzymała kolejne tłumaczenie niemieckie, jak również rosyjskie i łacińskie. W latach 1871–1874 Jean Jacques Pierre Desmaisons opublikował oryginalny tekst czagatajski razem z tłumaczeniem francuskim pod tytułem Histoire des Mongols et des Tatares par Abou-l-gazi Behadour Khan